# Patrick Vercauteren Drubbel
Patrick Luc Paul Antoine Ghislain Vercauteren Drubbel (16 juni 1952) is een Belgisch voormalig diplomaat.

## Levensloop
Patrick Vercauteren Drubbel studeerde rechten en notariaat aan de Université de Namur en de Université catholique de Louvain. Na zijn studies werkte hij enkele jaren in de privésector. In 1981 slaagde hij voor het diplomatiek examen georganiseerd door het ministerie van Buitenlandse Zaken. Hij was achtereenvolgens:
- 1983-1985: eerste secretaris in Bogota
- 1985-1988: kabinetschef van staatssecretaris van Buitenlandse Handel Etienne Knoops (PRL)
- 1988-1991: economisch raadgever in Madrid
- 1991-1995: politiek raadgever bij de permanente vertegenwoordiging bij de NAVO
- 1992: EU-missie in Kroatië en Bosnië-Herzegovina
- 1995-1998: ministerraad in Den Haag
- 1998-1999: consul-generaal in Milaan
- 1999-2000: kabinetschef van minister van Buitenlandse Zaken Louis Michel (MR)
- 2000-2002: ambassadeur in Luxemburg
- 2002-2005: directeur Protocol bij Buitenlandse Zaken
- 2005-2009: ambassadeur in Rabat, geaccrediteerd in Mauritanië en Kaapverdië
- 2009-2010: directeur-generaal Personeelszaken van Buitenlandse Zaken
- 2010-2015: ambassadeur in Parijs, geaccrediteerd in Monaco, La Francophonie en het Bureau International des Expositions
- 2015-2017: ambassadeur in Rome, geaccrediteerd in San Marino, Malta, de Voedsel- en Landbouworganisatie van de Verenigde Naties en het Wereldvoedselprogramma

In december 2017 werd hij commissaris-generaal voor internationale tentoonstellingen voor de Belgische regering. De commissie-generaal Internationale tentoonstellingen (BelExpo) is de organisatie die de deelname van België aan internationale tentoonstellingen coördineert. Het is een autonome structuur die onder gezag van de minister van Economische Zaken staat. Hij volgde in deze hoedanigheid Leo Delcroix op. Onder zijn leiding nam België deel aan internationale tentoonstelling in Peking (2019) en Dubai (2020). In februari 2022 betrad hij na een positieve coronatest toch de terreinen van Expo 2020 in Dubai, in weerwil van de toen geldende sanitaire regels, waarvoor hij zich bij vicepremier Pierre-Yves Dermagne moest verantwoorden. Zijn contract werd vervolgens beëindigd.